# Hugo Rubini
Hugo Daniel Rubini (Buenos Aires, 7 novembre 1969) è un ex calciatore argentino con passaporto italiano, di ruolo portiere.

## Caratteristiche tecniche
Rubini era un portiere particolarmente abile nel gioco acrobatico, sia tra i pali, sia in uscita, e nel neutralizzare i calci di rigore. Per queste doti era soprannominato dai tifosi Puma di Baires.

## Carriera
Di lontane origini italiane, inizia a giocare nelle giovanili del River Plate, alla scuola di Amadeo Carrizo, arrivando ad essere il terzo portiere dietro Nery Pumpido e Sergio Goycochea. Nella formazione platense non riesce ad esordire in prima squadra, anche a causa di un infortunio che gli preclude il debutto in assenza dei due titolari, e viene scavalcato nelle gerarchie da José Miguel; si trasferisce perciò in Italia, alla Viterbese, grazie alla mediazione di Omar Sívori, rimanendovi per due stagioni tra i dilettanti. Nel 1988 approda alla Juventus, a seguito di una positiva prestazione in un'amichevole contro i bianconeri: qui è il terzo portiere dietro Stefano Tacconi e Luciano Bodini.
Nelle annate successive milita in Serie C1 e Serie C2: passa al Tempio (dapprima in prestito e poi a titolo definitivo), alternandosi a Daniele Balli, e poi al Casale, dove guadagna il posto da titolare nella seconda stagione. Nell'estate 1993 approda al Fiorenzuola, in Serie C1, acquistato per 200 milioni di lire: difende i pali della formazione valdardese per tre stagioni di terza serie, sfiorando la promozione in Serie B nel 1995, quando perde ai rigori la finale playoff contro la Pistoiese. Nel 1996, dopo aver mancato i playoff, viene ceduto in Serie B, al Ravenna: qui rimane per due annate come titolare nella serie cadetta, collezionando 73 presenze in campionato.
Dopo una stagione in Serie C1 all'Ancona, nel 1999 accetta un ulteriore declassamento trasferendosi allo Spezia, in Serie C2. Vi rimane per sette anni consecutivi, in cui indossa anche la fascia di capitano; nella prima stagione ottiene la promozione in Serie C1 e nell'ultima (tormentata da problemi di pubalgia che limitano le sue presenze a 5) la promozione in Serie B. Gioca da titolare anche nelle due partite di Supercoppa di Serie C1, vinta contro il Napoli.
Nell'estate 2006, non riconfermato dagli Aquilotti, scende in Serie D disputando una stagione nel Forte dei Marmi, prima di chiudere la carriera alle soglie dei 40 anni con un'annata tra i professionisti, nella Carrarese. Al termine del campionato abbandona l'attività agonsitica, anche a causa di problemi al tendine d'Achille.

## Dopo il ritiro
Lasciato definitivamente il mondo del calcio, dal 2008 torna a Buenos Aires aprendo un bar con i suoi familiari.

## Palmarès

### Club

#### Competizioni nazionali
- Coppa Italia Serie C: 1

Spezia: 2004-2005
- Campionato italiano Serie C1: 1

Spezia: 2005-2006
- Campionato italiano Serie C2: 1

Spezia: 1999-2000
- Supercoppa di Serie C1: 1

Spezia: 2005-2006